# Il canto di Circe (film)
Il canto di Circe è un film muto italiano del 1920 diretto da Giuseppe De Liguoro.